# Жеков, Андрей
Андрей Георгиев Жеков (род. 12 марта 1980 года) — болгарский волейбольный тренер.

## Карьера
Первым тренером Андрея была Нелли Маврудиева (УСШ «Триадица»), после чего он тренировался у Матье Калчева (Славия).
Выступая за «Левски» семь раз становился чемпионом Болгарии (1999, 2000, 2001, 2002, 2003, 2004, 2005, 2006), пять раз становился обладателем Кубка Болгарии (2000, 2001, 2003, 2004, 2006).
В 2009 году стал бронзовым призёром чемпионата Греции, а в 2010 году — чемпионом Болгарии.
В 2014 году стал чемпионом и обладателем кубка Румынии.

## Карьера в сборной
В составе сборной Болгарии становился бронзовым призёром чемпионата мира, чемпионата Европы и Кубка мира.

## Тренерская карьера
В 2012 году после скандалов в сборной отказался от игровой карьеры и начал заниматься популяризацией волейбола среди юношей. Позже вернулся в качестве игрока.
С 2018 года работал в тренерском штабе «Левски». В 2021 году «Левски» стал бронзовым призёром чемпионата Болгарии, а в 2022 году занял лишь 6-е место. Клуб решил не продлевать контракт с тренером.
С 2022 по 2023 год помогал Пламену Константинову в новосибирском «Локомотиве».

## Личная жизнь
Женат, имеет двух детей.